# Benthogenia cribellosa
Benthogenia cribellosa är en sjöstjärneart som beskrevs av Fisher 1911. Benthogenia cribellosa ingår i släktet Benthogenia och familjen Porcellanasteridae. Inga underarter finns listade i Catalogue of Life.